# كيغو تسونيموتو
كيغو تسونيموتو (باليابانية: 常本 佳吾) (مواليد 21 أكتوبر 1998) هو لاعب كرة قدم ياباني.

## وصلات خارجية
- كيغو تسونيموتو على موقع الاتحاد الأوربي (الإنجليزية)
- كيغو تسونيموتو على موقع رابطة كرة القدم اليابانية للمحترفين (اليابانية)
- كيغو تسونيموتو على موقع إي إس بي إن إف سي (الإنجليزية)
- كيغو تسونيموتو على موقع قاعدة بيانات كرة القدم.إي يو (الإنجليزية)
- كيغو تسونيموتو على موقع Soccerbase.com (لاعب) (الإنجليزية)
- كيغو تسونيموتو على موقع Soccerway.com (الإنجليزية)
- كيغو تسونيموتو على موقع عالم كرة القدم.نت (الإنجليزية)